# Noa Soqeta
Pour les articles homonymes, voir Soqeta.

a Compétitions nationales et continentales officielles uniquement.

b Matchs officiels uniquement.
Noa Soqeta, né le 27 février 1980 à Nadi, est un joueur fidjien de rugby à XV qui évolue aux postes de deuxième ligne, troisième ligne centre et centre. Il joue au sein du SC Royans en 2017-2018.

## Biographie
Noa Soqeta est l’aîné d'une famille fidjienne, dont sont également issus les joueurs de rugby Tomasi et Nemia Soqeta. Il débute au sein de l'équipe universitaire fidjienne de Nadroga, avant de s'envoler vers la Nouvelle-Zélande pour intégrer l'école du Wesley College. Il joue également pour le compte des Steelers des Counties Manukau. Il est repéré par les recruteurs des Blue Bulls et fait un passage d'un an en Afrique du Sud durant lequel il est replacé au poste de troisième ligne centre, plus conforme à son gabarit de près de deux mètres pour 125 kg. Il retourne en Nouvelle-Zélande et intègre en 2002, après un an dans les rangs de l'équipe de développement des Highlanders, ceux de North Otago, avec qui il remporte la Meads Cup dans le cadre du Heartland Championship en 2007. Il signe la saison suivante avec l'équipe d'Otago pour un an, avant de rallier les Stags de Southland pendant trois saisons.
Au début des années 2000, Soqeta connait également une brève expérience internationale à sept avec l'équipe des Fidji,, expérience qu'il réitère plus tard avec son club de North Otago.
Door rejoint en 2010 l'Europe et le club du Cavalieri Prato. Il signe après un an avec le club français de l'US Dax à la fin de l'intersaison 2011 pour pallier la retraite prématurée de Jacques Deen. Prolongé pour deux saisons à l'intersaison 2012, il est replacé début 2014 à son ancien poste de centre, afin de dépanner les lignes de trois-quarts décimées du club landais.
Non conservés à l'intersaison 2014 par l'US Dax, Soqeta et son partenaire de club Étienne Quiniou signent un contrat avec l'US Romans Péage en Fédérale 1,.
Il quitte en 2017 le Valence Romans DR, successeur de l'US Romans Péage une saison plus tôt, mais reste dans le département de la Drôme, en rejoignant le SC Royans en Fédérale 2,. Ayant entre-temps pris sa retraite en tant que joueur, il est promu entraîneur de l'équipe réserve – bien qu'il prenne part à quelques matchs sous licence. La même année, son frère Nemia rejoint le club au sein de l'équipe première.

## Palmarès
- Meads Cup (en) :
  - Champion du Heartland Championship : 2007 avec North Otago.
- Ranfurly Shield :
  - Détenteur : 2009 avec Southland.
- Championnat de France de rugby à XV de 2e division :
  - Demi-finaliste : 2012 avec l'US Dax.